# احمد مساعده
احمد مساعده با نام کامل احمد خلف مساعده (عربی: أحمد مساعدة؛ زادهٔ ۱۹ مهٔ ۱۹۶۹) وکیل، حقوقدان، سیاستمدار و دیپلمات اردنی در شهر عمان پایتخت اردن به دنیا آمد. او بعد از کسب لیسانس حقوق در سال ۱۹۹۱، تحصیلاتش را در آمریکا ادامه داد و موفق به دریافت دیپلم نظام قانونی آمریکا از دانشکده قانون در دانشگاه جرج تاون و سرانجام دکترای حقوق در سال ۲۰۰۰ گردید.

## مناصب
احمد مساعده اولین دبیرکل اتحاد کشورهای حوزه دریای مدیترانه بود و بمدت دو سال (۲۰۱۰–۲۰۱۱) این منصب را عهده‌دار بود، شرایط منطقه ای او را در فوریه ۲۰۱۱ مجبور به استعفا کرد ولی به اتفاق آراء کشورهای عضو مجدداً انتخاب گردید. وی قبل از آن در پست‌های مختلفی نظیر معاونت وزیر در دولت اردن، سفیر اردن در اتحادیه اروپا، بلژیک، نروژ و لوکزامبورگ و نماینده اردن در پیمان ناتو خدمت کرده بود.

## موقعیت خانوادگی
احمد مساعده وابسته به یک خانواده متوسط ولی متجدد بود که به طرفداری مطلق از دولت و اعتقاد به عمل مشترک عربی شناخته شده بودند. پدر وی خلف مساعده یکی از برجسته‌ترین وکلای اردن و مدتی وزیر دادگستری در دوران پادشاه کنونی اردن بوده‌است. علاوه بر این برخی از نزدیکان دیگر او نیز پست‌های وزارتی مهمی در دولت اردن هاشمی داشته‌اند.

## فعالیت‌های دولتی
احمد مساعده در زمان وزارت در دولت اردن بر برنامه ملی ایجاد تحول و بهینه‌سازی ادارات و خدمات رسانی به مردم نظارت داشت و همچنین عضو کمیته‌های مختلف اصلاح سازمان کار نهادهای دولتی بود. او با حمایت دولت دانمارک در سال ۲۰۰۵ دیوان مظالم را وارد اردن کرد، این نهاد بعداً یک نهاد مستقل شد و امروزه به عنوان یکی از مهم‌ترین مکانیزم‌های کنترل و نظارت در زمینه‌های رشد سیاسی و اداری در اردن بشمار می‌آید.
وی در زمانی که به عنوان سفیر خدمت می‌کرد روی ارتقاء روابط بین اردن و کشورهای عضو اتحادیه اروپا متمرکز بود. وی همچنین مبتکر ایجاد جمعیت دوستان اردن در پارلمان اروپا بود. همچنین در تبدیل اردن به یک شریک قابل اعتماد و فعال در چارچوب اتحاد کشورهای حوزه مدیترانه نقش فعالی داشت. او در هنگامی که نماینده اردن در ناتو بود نقش اساسی در مذاکرات و امضای برنامه ای بود که امکان کار به صورت یک کشور منفرد با ناتو را فراهم می‌کرد داشت و این باعث تقویت روابط سیاسی اردن با ناتو گردید.

## تألیفات و آثار
احمد مساعده دارای تألیفات زیادی در زمینه قانون تجارت بین‌المللی است. دو کتاب «سرمایه‌گذاری و رقابت در سیاست بین‌المللی» و «افق‌های در چشم‌انداز قانون سازمان جهانی تجارت» از تألیفات مهم وی محسوب می‌شوند.

## مدال‌ها
- دریافت مدال درجه یک استقلال از ملک عبدالله ثانی در سال ۲۰۰۶
- دریافت مدال تاج صلیب اعظم از آلبرت دوم پادشاه بلژیک در سال ۲۰۱۰[۵]